# Atopderma
Atopderma – wymarły rodzaj owadów z rzędu skorków i podrzędu Neodermaptera, obejmujący tylko jeden znany gatunek: Atopderma ellipta.
Rodzaj i gatunek opisane zostały w 2010 roku przez Zhao Jingxia, Ren Donga i Shih Chungkuna na podstawie 7 skamieniałości znalezionych w formacji Jiulongshan, w miejscowości Daohugou, w chińskiej Mongolii Wewnętrznej i pochodzących z keloweju w jurze. Nazwa rodzajowa jest połączeniem atop- („dziwny”) i derma (tu od naukowej nazwy rzędu skorków, Dermaptera). Autorzy opisu sklasyfikowali ten takson jako Protelytroptera o niepewnej pozycji (incertae sedis), jednocześnie zaznaczając, że prawdopodobnie jest to skorek, a jeśli tak to najprawdopodobniej należący do podrzędu Neodermaptera. W rzędzie skorków, ale bez przyporządkowywania do podrzędu umieścili go autorzy bazy Dermaptera Species File.
Holotyp obejmuje tylko przednią część ciała, do śródplecza, o długości 2,27 mm. Zachowane u paratypów fragmenty odwłoka obejmują tylko trzy pierwsze jego segmenty. Głowa była stosunkowo duża, u holotypu o długości 1,11 mm i szerokości 1,02 mm. Miała ona eliptyczne, dobrze rozwinięte, acz krótsze od skroni oczy złożone, prosty tylny brzeg, zaokrąglone tylne kąty i pozbawiona jest przyoczek. Czułki miały człon pierwszy szeroki i nie krótszy od trzeciego, a drugi dłuższy niż szerszy. Trójczłonowe głaszczki wargowe miały papille na wierzchołkach. Głaszczki szczękowe również budowały 3 człony, wszystkie dłuższe niż szerokie. Bródka miała kształt półkola. Znacznie szersze niż długie, nieco szersze od głowy przedplecze miało ostro zaokrąglone kąty. Prawie półkoliste śródplecze miało nieodsłoniętą tarczkę. Pokrywy (tegminy) miały krawędzie wewnętrzne proste, a zewnętrzne i kostalne silnie łukowate. Powierzchnia pokryw była pozbawiona żyłek. Ich wymiary u holotypu wynosiły 2,84 mm długości oraz 1,24 mm szerokości. Kształt przedpiersia był eliptyczny, a śródpiersia wachlarzowaty. Odnóża miały wrzecionowate uda, w przypadku pierwszej pary z kilami, cienkie golenie oraz zbudowane z 4 lub 5 rurkowatych członów stopy. 